# Lac-du-Bonnet (circonscription électorale)
Pour les articles homonymes, voir Bonnet.
Circonscription électorale provinciale du Canada
Lac-du-Bonnet (Lac du Bonnet en anglais) est une circonscription électorale provinciale du Manitoba (Canada). 
La circonscription est créée en 1957 à partir des circonscriptions Rupertsland, St. Clements et Springfield.

## Liste des députés
| Lac-du-Bonnet | Lac-du-Bonnet   | Lac-du-Bonnet             | Lac-du-Bonnet  | Lac-du-Bonnet | Lac-du-Bonnet |
| Nom           | Nom             | Parti                     | Mandat         | Législature   |               |
| ------------- | --------------- | ------------------------- | -------------- | ------------- | ------------- |
|               | A. A. Trapp     | Libéral-progressiste      | 1958 - 1959    | 25e           |               |
|               | Oscar Bjornson  | Progressiste-conservateur | 1959 - 1962    | 26e           |               |
|               | Oscar Bjornson  | Progressiste-conservateur | 1962 - 1966    | 27e           |               |
|               | Oscar Bjornson  | Progressiste-conservateur | 1966 - 1969    | 28e           |               |
|               | Sam Uskiw       | Néo-démocrate             | 1969 - 1973    | 29e           |               |
|               | Sam Uskiw       | Néo-démocrate             | 1973 - 1977    | 30e           |               |
|               | Sam Uskiw       | Néo-démocrate             | 1977 - 1981    | 31e           |               |
|               | Sam Uskiw       | Néo-démocrate             | 1981 - 1986    | 32e           |               |
|               | Clarence Baker  | Néo-démocrate             | 1986 - 1988    | 33e           |               |
|               | Darren Praznik  | Progressiste-conservateur | 1988 - 1990    | 34e           |               |
|               | Darren Praznik  | Progressiste-conservateur | 1990 - 1995    | 35e           |               |
|               | Darren Praznik  | Progressiste-conservateur | 1995 - 1999    | 36e           |               |
|               | Darren Praznik  | Progressiste-conservateur | 1999 - 2002    | 37e           |               |
|               | Gerald Hawranik | Progressiste-conservateur | 2002 - 2003    | 37e           |               |
|               | Gerald Hawranik | Progressiste-conservateur | 2003 - 2007    | 38e           |               |
|               | Gerald Hawranik | Progressiste-conservateur | 2007 - 2011    | 39e           |               |
|               | Wayne Ewasko    | Progressiste-conservateur | 2011 - 2016    | 40e           |               |
|               | Wayne Ewasko    | Progressiste-conservateur | 2016 - 2019    | 41e           |               |
|               | Wayne Ewasko    | Progressiste-conservateur | 2019 - 2023    | 42e           |               |
|               | Wayne Ewasko    | Progressiste-conservateur | 2023 - présent | 43e           |               |